# Plaza de los Insurgentes de Varsovia

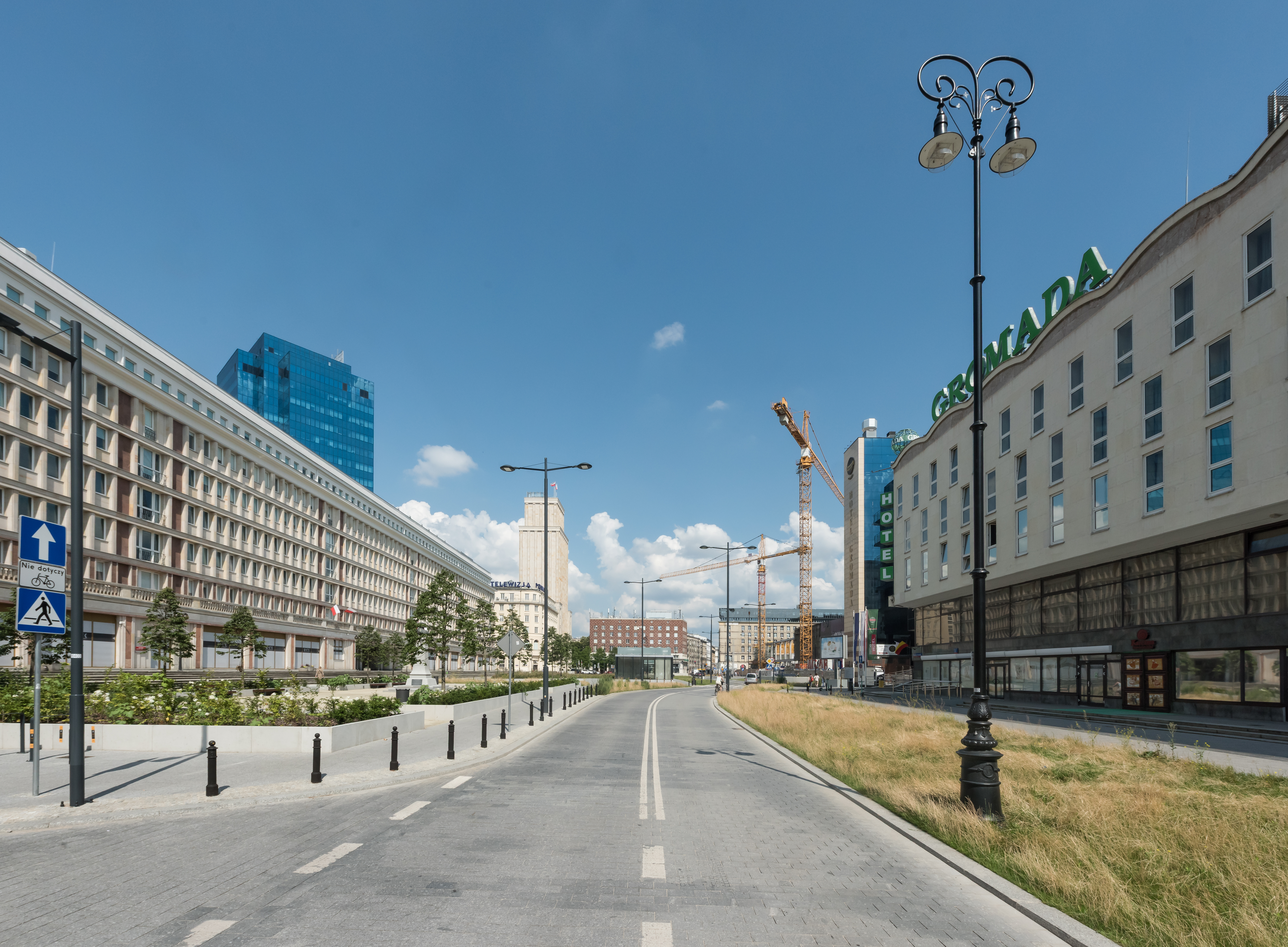
Plaza del Levantamiento de Varsovia, vista al norte.

La Plaza de los Insurgentes de Varsovia (en polaco: Plac Powstańców Warszawy), todavía conocida por su antiguo nombre de Plaza Napoleón (en polaco: Plac Napoleona), es una plaza en el distrito central de Varsovia de Śródmieście.

## Historia
Ubicada en el cruce de ulica Świętokrzyska (Calle de la Santa Cruz) y ulica Szpitalna (Calle del Hospital), y cerca de Nowy Świat (Calle del Nuevo Mundo), es una de las plazas centrales de Varsovia. Históricamente, el área se llamaba Plac Warecki durante la época de la Mancomunidad polaco-lituana y luego Plac Napoleona bajo la Segunda República Polaca. La mayoría de los edificios de la plaza fueron destruidos en el Levantamiento de Varsovia de 1944, y la plaza ahora se destaca por solo dos puntos de referencia: la sede del Banco Nacional Polaco (que los varsovianos llaman irreverentemente «trumna»—«el ataúd»), y el antiguo edificio Prudential, que fue el segundo rascacielos que se construyó en Varsovia y el más alto hasta la década de 1950.